# Leprosy
Leprosy (englisch für Lepra) ist das zweite Album der US-amerikanischen Death-Metal-Band Death. Dem Album ging ein Promotion-Demo voraus.

## Hintergrund
Nach dem Umzug von Chuck Schuldiner zurück nach Florida verblieb Schlagzeuger Chris Reifert in Kalifornien und gründete Autopsy.
Das Material ist sehr Thrash-Metal-lastig ausgefallen. Die Lieder wurden alle von Chuck Schuldiner geschrieben, lediglich bei dem Titel Primitive Ways half Rick Rozz als „Songwriter“ aus. Das lag vor allem daran, dass Schuldiner ein komplett neues Line-up zusammengestellt hatte. Er warb alle drei Musiker (Rick Rozz, Terry Butler, Bill Andrews) von der Band Massacre ab. Kam Lee blieb als einziges Mitglied zurück. Rick Rozz und Kam Lee hatten beide schon in der Death-Vorläuferband Mantas gespielt.
Als Bassist ist Terry Butler angegeben. Schuldiner behauptete jedoch, dass er die Bassspuren von Leprosy sowie vom Nachfolgealbum Spiritual Healing selbst eingespielt habe, da es Butler zu schwer gefallen sei, das Material einzuspielen.

## Titelliste
1. Leprosy – 6:20
2. Born Dead – 3:27
3. Forgotten Past – 4:36
4. Left to Die – 4:38
5. Pull the Plug – 4:27
6. Open Casket – 4:56
7. Primitive Ways – 4:34
8. Choke on It – 5:54

## Trivia
- Der Produzent vieler Death-Alben, Scott Burns, arbeitete als Engineer am Album mit.
- Das Cover des Albums wurde erneut von Ed Repka entworfen.
- Eine Coverversion des Titels „Born Dead“ ist auf der limitierten Digipak-Version des Albums Farbenfinsternis der deutschen Band Eisregen als Bonus-Titel zu finden.

## Auszeichnungen
- Im Rock Hard Nr. 273 von Februar 2010 wurde das Album von der Redaktion zur Nr. 1 der 25 wichtigsten Death-Metal-Alben gewählt.